# Coquette Productions
Coquette Productions é uma produtora criada em 2003, formada pelo casal Courteney Cox e David Arquette. Esta já possui diversos projetos já ativos e em pós-produção.

## Projetos
- 2009: Cougar Town (TV)
- 2009: The Big Change (Filme em Pós-Produção)
- 2008: The Butler's in Love (Curta Metragem)
- 2007: Dirt (TV)
- 2006: The Tripper (Filme)
- 2005: Daisy Does America (TV)
- 2005: Slingshot (Filme)
- 2005: Bigger Than the Sky (Filme)
- 2005: Talk Show Diaries (TV)
- 2003: Mix It Up (TV)

## Localização
Atualmente a produtora reside no seguinte endereço nos Estados Unidos: 8105 W. 3rd St., West Hollywood, CA 90048.